# 呂大臨
呂大臨（1044年—1091年），字與叔，號芸閣先生，京兆藍田（陝西藍田縣）人，宋代金石学家。與呂大忠、呂大防、呂大鈞等四兄弟並稱「藍田四呂」。

## 生平
其先祖是汲郡（今河南省汲縣）人，後遷居京兆藍田（今陝西藍田）。呂大防之弟。曾學於程頤，與游酢、楊時、謝良佐並稱“程門四先生”。“不留連科舉”，無意仕途。通六經，尤邃于《禮經》。熙宁九年（1076年）吕大临四兄弟訂有《蓝田吕氏乡约》。哲宗元祐中，爲太學博士，遷秘書省正字。范祖禹“薦其修身好學，行如古人，可充講官，未及用而卒”。
黄宗羲在《宋元学案》中称“吕氏为关中学派蓝田系”。呂大臨又是金石学家，其《考古圖》10卷为中国现存最早的金石学著作。另有《易章句》1卷、《大学说》1卷、《中庸说》1卷、《孟子讲义》14卷、《玉溪先生集》28卷、《礼记传》16卷、《论语解》10卷等。